# Ophiorrhiza repens
Ophiorrhiza repens är en måreväxtart som först beskrevs av Nathaniel Wallich och George Don jr, och fick sitt nu gällande namn av Sigamony Stephen Richard Bennet. Ophiorrhiza repens ingår i släktet Ophiorrhiza och familjen måreväxter. Inga underarter finns listade i Catalogue of Life.